# Ruggero Zangrandi
Ruggero Zangrandi (Milano, 5 maggio 1915 – Roma, 30 ottobre 1970) è stato un giornalista, scrittore e storico italiano.

## Biografia
Trasferitosi a Roma nel 1929, venne iscritto nella sezione B del liceo Torquato Tasso di Roma, dove fu compagno di banco di Vittorio Mussolini - anch'egli appena trasferitosi da Milano con la famiglia - fino alla maturità.
A partire dai primi mesi del 1930 iniziò la sua collaborazione con il giornalino scolastico La Penna dei Ragazzi, proseguendo poi per tutti gli anni della scuola; in seguito collaborò su altre testate quali Fronte Unico, Il Bò, il Corriere del Tirreno e L'Ora. Dopo aver fatto parte dei Comitati d'Azione per l'Universalità di Roma, a metà degli anni Trenta si allontanò sempre di più dal fascismo per approdare all'antifascismo militante. Il 20 dicembre 1939 fondò, insieme a Gerardo Zampaglione, Antonio Bernieri ed Esule Sella, il Partito Socialista Rivoluzionario Italiano, che operò brevemente in clandestinità e che nel dopoguerra sarebbe confluito nel Partito Comunista Italiano.
Nello stesso anno vinse, con un racconto dal titolo Le due strade, un concorso indetto dalla rivista Cinema per un soggetto cinematografico originale, che prevalse su oltre 150 concorrenti, ma poi non fu trasferito in un film. Durante la giornata del 17 giugno 1942, fu arrestato con l'accusa di associazione e propaganda sovversiva e di concorso in spionaggio politico e militare e ristretto nel IV braccio del carcere romano di Regina Coeli, cella n. 411. In seguito alle vicende del 25 luglio - a differenza di altri antifascisti quali Lucio Lombardo Radice, Mario Alicata, Ernesto Rossi e Riccardo Bauer - non venne scarcerato e, all'alba del 26 ottobre 1943, venne preso in consegna dal capitano delle SS Erich Priebke e fatto salire, insieme ad altri detenuti, su un treno diretto in Germania.
Dopo due giorni di viaggio, fu incarcerato a Grossbeeren, una cittadina a sud di Berlino, dove rimase dal 28 ottobre al 10 novembre 1943. Dopo quasi due settimane, lui e i suoi compagni vennero trasferiti a Berlino; nella capitale tedesca fu rinchiuso in due diverse strutture: inizialmente, in un edificio costruito al centro di Alexanderplatz, tra il 10 novembre 1943 e il 29 marzo 1944; successivamente, e in via definitiva, nel carcere di Charlottenburg, per il periodo compreso tra il 29 marzo 1944 e il 16 aprile 1945. Dopo la liberazione visse insieme a pochi compagni di prigionia, peregrinando tra Berlino e un campo di internati russi distante circa venticinque chilometri, ubicato nella cittadina di Wilhelmshagen.
Agli inizi di maggio, con la conquista russa di Berlino e l'entrata in città di un ingente numero di soldati, Zangrandi e i suoi compagni furono dislocati nel campo di Biesdorf, a una decina di chilometri da Berlino; da qui vennero trasferiti insieme ad altre persone verso un'altra città a una sessantina di chilometri da Berlino, Fürstenwalde, nel cui campo gli internati italiani aspettavano di tornare in Italia. Il 20 luglio Zangrandi e gli altri si diressero verso il campo di Wiesengrund e lì, inaspettatamente, il 24 luglio vennero fatti partire in direzione Hannover per l'ultima tappa del loro viaggio, un campo vicino alla città di Braunschweig nella Bassa Sassonia. Ai primi di agosto, dopo un'altra serie di rinvii, dalla stazione di Braunschweig partì il treno che, attraversando il Passo del Brennero, raggiunse Roma la mattina del 22 agosto 1945.
Questa esperienza traumatica della deportazione in Germania è raccontata nel libro La tradotta del Brennero del 1956.
Nel dopoguerra ha svolto l'attività di giornalista su quotidiani di sinistra, prima nella redazione de La Repubblica d'Italia - dal gennaio 1947 al novembre 1948 - e poi presso Paese Sera, nel quale curerà quotidianamente l'approfondimento politico (con lo pseudonimo di Publio) dalla fine del 1949 alla metà del 1970. Ha raccontato la sua parabola umana e politica nel suo Il lungo viaggio. Contributo alla storia di una generazione, pubblicato nel 1948 e, in edizione ampliata e rivista, nel 1962. Rievocò i temi della fuga del re e della mancata difesa di Roma nei suoi lavori degli anni Sessanta, a partire dal volume 1943: 25 luglio-8 settembre del 1964, passando per 1943: l'8 settembre del 1967 e concludendo con l'opera postuma L'Italia tradita, del 1971.
Il 21 luglio 1964 venne querelato per diffamazione aggravata col mezzo della stampa da Italo Robino, consigliere onorario di Corte di Appello che era stato giudice istruttore nell'Alto Commissariato per la punizione dei delitti fascisti. Il processo, svoltosi nel 1965 presso il Tribunale di Varese, portò all'approfondimento giudiziario delle circostanze storiche di quegli avvenimenti e, soprattutto, rese possibile la consultazione dei documenti della “Commissione d'inchiesta per la mancata difesa di Roma” – istituita dal governo italiano nel 1944 per accertare le cause e le responsabilità in merito agli accadimenti verificatisi tra l'8 e l'11 settembre 1943, rimasti nell'oblio degli scantinati del Ministero della Difesa per oltre vent'anni. Sul finire dell'ottobre 1970 Zangrandi decise di togliersi la vita nella propria abitazione, sparandosi un colpo di pistola alla tempia.

## Opere
- Il comunismo nel conflitto spagnolo, Firenze, Le Monnier, 1939.
- Il lungo viaggio. Contributo alla storia di una generazione, Collezione Saggi, Torino, Einaudi, 1948.
- Dizionario della paura, con Marcello Venturoli, Pisa, Nistri-Lischi, 1951, Premio Viareggio di Saggistica.[6]
- La tradotta del Brennero, Milano, Feltrinelli, 1956.
- Il lungo viaggio attraverso il fascismo. Contributo alla storia di una generazione, Milano, Feltrinelli, 1962.
- 1943: 25 luglio-8 settembre, Milano, Feltrinelli, 1964.
- Mussolini, Milano, Compagnia Edizioni Internazionali, 1966.
- 1943: l'8 settembre, Milano, Feltrinelli, 1967.
- Perché la rivolta degli studenti, Milano, Libreria Feltrinelli, 1968.
- Inchiesta sul SIFAR, Roma, Editori Riuniti, 1970.
- L'aspro cammino della verità, Genova, Edizioni del Teatro Stabile di Genova, 1971.
- L'Italia tradita. 8 settembre 1943, Milano, Mursia, 1971.